# Birmingham Classic 2023
Birmingham Classic 2023 (còn được biết đến với Rothesay Classic Birmingham vì lý do tài trợ) là một giải quần vợt nữ thi đấu trên mặt sân cỏ ngoài trời. Đây là lần thứ 41 giải đấu được tổ chức, và là một phần của WTA 250 trong WTA Tour 2023. Giải đấu diễn ra tại Edgbaston Priory Club ở Birmingham, Vương quốc Liên hiệp Anh và Bắc Ireland, từ ngày 19–25 tháng 6 năm 2023.

## Điểm và tiền thưởng

### Phân phối điểm
| Sự kiện | VĐ  | CK  | BK  | TK | Vòng 1/16 | Vòng 1/321 | Q  | Q2 | Q1 |
| Đơn     | 280 | 180 | 110 | 60 | 30        | 1          | 18 | 12 | 1  |
| Đôi     | 280 | 180 | 110 | 60 | 1         | —          | —  | —  | —  |

## Nội dung đơn

### Hạt giống
| Quốc gia | Tay vợt            | Xếp hạng1 | Hạt giống |
| -------- | ------------------ | --------- | --------- |
| CZE      | Barbora Krejčíková | 12        | 1         |
| LAT      | Jeļena Ostapenko   | 17        | 2         |
| POL      | Magda Linette      | 21        | 3         |
|          | Anastasia Potapova | 22        | 4         |
| UKR      | Anhelina Kalinina  | 25        | 5         |
| USA      | Bernarda Pera      | 27        | 6         |
| CHN      | Zhang Shuai        | 31        | 7         |
| ROU      | Sorana Cîrstea     | 32        | 8         |

- 1 Bảng xếp hạng vào ngày 12 tháng 6 năm 2023.[2]

### Vận động viên khác
Đặc cách:
- Jodie Burrage
- Harriet Dart
- Elina Svitolina
- Venus Williams

Bảo toàn thứ hạng:
- Barbora Strýcová

Miễn đặc biệt:
- Katie Boulter

Vượt qua vòng loại:
- Emina Bektas
- Ana Bogdan
- Cristina Bucșa
- Magdalena Fręch
- Tereza Martincová
- Wang Xiyu

Thua cuộc may mắn:
- Rebecca Marino
- Viktoriya Tomova

### Rút lui
- Beatriz Haddad Maia → thay thế bởi  Viktoriya Tomova
- Elisabetta Cocciaretto → thay thế bởi  Rebecca Marino
- Madison Keys → thay thế bởi  Linda Fruhvirtová
- Elise Mertens → thay thế bởi  Lauren Davis
- Ajla Tomljanović → thay thế bởi  Caty McNally

## Nội dung đôi

### Hạt giống
| Quốc gia | Tay vợt             | Quốc gia | Tay vợt            | Xếp hạng1 | Hạt giống |
| -------- | ------------------- | -------- | ------------------ | --------- | --------- |
| UKR      | Lyudmyla Kichenok   | LAT      | Jeļena Ostapenko   | 29        | 1         |
| UKR      | Marta Kostyuk       | CZE      | Barbora Krejčíková | 32        | 2         |
| AUS      | Storm Hunter        | USA      | Alycia Parks       | 45        | 3         |
| CZE      | Miriam Kolodziejová | SVK      | Tereza Mihalíková  | 89        | 4         |

- 1 Bảng xếp hạng vào ngày 12 tháng 6 năm 2023.

### Vận động viên khác
Đặc cách:
- Alicia Barnett /  Olivia Nicholls
- Freya Christie /  Ali Collins

## Nhà vô địch

### Đơn
- Jeļena Ostapenko đánh bại  Barbora Krejčíková, 7–6(10–8), 6–4

### Đôi
- Marta Kostyuk /  Barbora Krejčíková đánh bại  Storm Hunter /  Alycia Parks, 6–2, 7–6(9–7)